# 切尔滕纳姆市政办公室
切尔滕纳姆市政办公室（Cheltenham Municipal Offices）是英格兰切尔滕纳姆市议会的总部，是一座 II* 级登录建筑.。

## 历史
该建筑由建筑师乔治·艾伦·安德伍德设计，为古典主义建筑风格，建于1823-1840年。。